# Сіма (село)
Сіма (рос. Сима) — село у Юр'єв-Польському районі Владимирської області Російської Федерації.
Входить до складу муніципального утворення Сімське сільське поселення. Населення становить 1537 осіб (2010).

## Історія
Село розташоване на землях фіно-угорського народу мещери.
Від 10 квітня 1929 року належить до Юр'єв-Польського району, утвореного спочатку у складі Александровського округу Івановської промислової області з частини Юр'єв-Польського повіту Владимирської губернії. Від 1944 року в складі Владимирської області.
Згідно із законом від 11 травня 2005 року входить до складу муніципального утворення Сімське сільське поселення.

## Населення
| 1859 | 1897  | 1905  | 2002  | 2010  |
| ---- | ----- | ----- | ----- | ----- |
| 1533 | ↘1150 | ↗1377 | ↗1703 | ↘1537 |